# Muristan

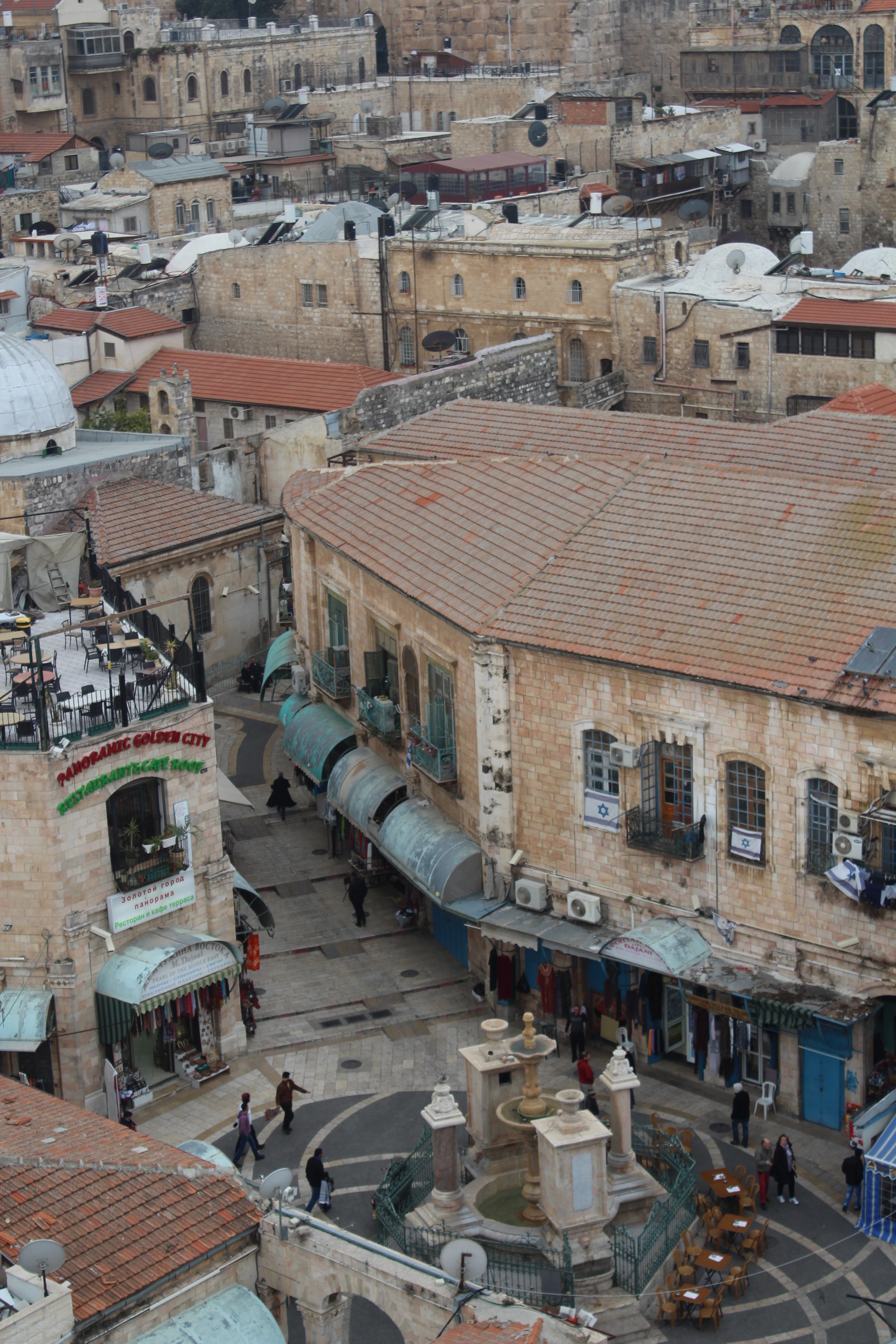
Suk Aftimos w Muristanie, 2009

Muristan (hebr. םוריסטן, z pers. بیمارستان, Bimārestān, szpital) – część dzielnicy chrześcijańskiej Starego Miasta w Jerozolimie, zlokalizowana na południe od Bazyliki Bożego Grobu.
Muristan zajmuje część terenu średniowiecznego Szpitala św. Jana, który był własnością joannitów (obecnie Zakon Maltański). Toponim zostaje pierwszy raz wymieniony w 600 w dokumencie wydanym przez papieża Grzegorza I, w którym zlecone zostaje wystawienie szpitala dla pielgrzymów chrześcijańskich przybywających do Palestyny. W 800 Karol Wielki rozbudował szpital i dodał bibliotekę. Budowle zostały zburzone za kalifa fatymidzkiego Al-Hakima w 1009. W 1868 sułtan Mehmed VI ofiarował wschodnią część Muristanu cesarzowi Fryderykowi III Hohenzollernowi, wielkiemu mistrzowi protestanckich joannitów. W latach 1893–1898 w miejscu, w którym wznosił się średniowieczny Kościół Santa Maria Latina, wybudowano protestancki Kościół Odkupiciela (Erlöserkirche), w którego dedykacji 31 października 1898 uczestniczył cesarz Wilhelm II Hohenzollern wraz ze swą małżonką Augustą Wiktorią. W 1868 zachodnia część Muristanu została przez sułtana ofiarowana prawosławnemu patriarchatowi Jerozolimy. Teren ten zajmuje obecnie bazar z wyrobami skórzanymi. Usystematyzowanie krzyżujących się ulic przeprowadzono w 1903.